# Coahuila (Yucatán)
|  | Per a altres significats, vegeu «Coahuila (Yucatán) (desambiguació)». |

Coahuila és una localitat al municipi de Maxcanú al Yucatán, Mèxic. Segons el cens del 2005 realitzat per l'INEGI la població de la localitat era de 571 habitants, dels quals 269 eren homes i 302 eren dones.
| 1921 | 1930 | 1940 | 1950 | 1960 | 1970 | 1980 | 1990 | 1995 | 2000 | 2005 |
| ---- | ---- | ---- | ---- | ---- | ---- | ---- | ---- | ---- | ---- | ---- |
| 106  | 141  | 140  | 198  | 204  | 274  | 427  | 625  | 601  | 584  | 571  |